# Paul Barbaza
Pour les articles homonymes, voir Barbaza (homonymie).

a Compétitions nationales et continentales officielles uniquement.

Paul Barbaza, né le 10 juin 1993, est un joueur français de rugby à XIII évoluant au poste de pilier ou troisième ligne. Formé à Limoux, il s'impose ensuite en équipe première et prend part aux trois titres de Championnat de France en 2016, 2017 et 2023

## Biographie
Il est le cousin d'un autre joueur de rugby à XIII, Sylvain Teixido. Il est également le neveu de l'emblématique Frédéric Teixido
Paul a débuté le rugby à Limoux à l’âge de 4 ans. Ce pilier (ou 3ème ligne) de 1,80 m pour 103 kg est passé par le Pôle Espoir de Carcassonne, où il est resté deux années. Jeune espoir du rugby à XIII, il ne compte pas moins de dix sélections en Équipes de France Jeunes (U16, U18, U19). Ce pur produit Limouxin donc, a disputé son premier match avec l’équipe première du XIII Limouxin, à 17 ans seulement, en 2011, contre le SO Avignon XIII. Depuis il ne cesse de travailler pour apporter sa puissance et sa technique à l’équipe. Aujourd'hui aux côtés de Maxime Herold, ils forment au sein du 13 Limouxin « le bloc du milieu monstrueux ». 
un éléphant qui se balançait sur une toile toile toile d’araignée 

## Palmarès
- Champion de France cadets division 1 en 2007 (les cadets de fuego)
- Finaliste de la coupe de France et championnat de France juniors en 2014
- Vainqueur du Championnat de France : 2016 , 2017 et 2023 (Limoux).
- Finaliste de la Coupe de France : 2016 (Limoux).
- Finaliste championnat de France 2018 (Limoux).
- Finaliste de la Coupe de France : 2018 (Limoux).
- Finaliste championnat de France 2022 (Limoux).

### En club
| Saison    | Club   | Compétition           | Matchs | Points | Essais | Goals | Drops |
| --------- | ------ | --------------------- | ------ | ------ | ------ | ----- | ----- |
| 2010-2011 | Limoux | Championnat de France | 2      | -      | -      | -     | -     |
| 2011-2012 | Limoux | Championnat de France | 3      | -      | -      | -     | -     |
| 2012-2013 | Limoux | Championnat de France | 13     | -      | -      | -     | -     |
| 2013-2014 | Limoux | Championnat de France | 13     | -      | -      | -     | -     |
| 2014-2015 | Limoux | Championnat de France | 14     | 4      | 1      | -     | -     |
| 2015-2016 | Limoux | Championnat de France | 16     | 8      | 2      | -     | -     |
| 2016-2017 | Limoux | Championnat de France | 18     | 16     | 4      | -     | -     |
| 2017-2018 | Limoux | Championnat de France | 16     | 4      | 1      | -     | -     |
| 2018-2019 | Limoux | Championnat de France | 13     | 4      | 1      | -     | -     |
| 2019-2020 | Limoux | Championnat de France | 9      | 12     | 3      | -     | -     |
| 2020-2021 | Limoux | Championnat de France | 14     | 4      | 1      | -     | -     |
| 2021-2022 | Limoux | Championnat de France | 10     | 4      | 1      | -     | -     |
| 2022-2023 | Limoux | Championnat de France | 12     | 8      | 2      | -     | -     |